# کارتوگرام

کارتوگرام انتخابات ۱۳۹۶ ایران

کارتوگرام یا نمودار نقشه یا نقشهٔ آماری (به انگلیسی: Cartogram) نقشه‌ای است که در آن بعضی متغیرهای نقشه‌ای موضوعی مثل مدت سفر، جمعیت و درآمد ناخالص ملی با محدودهٔ منطقه‌ای یا فاصله جایگزین می‌شوند. نقشه از لحاظ بصری و هندسی مورد تصرف قرار می‌گیرد تا بازتاب‌دهندهٔ این اطلاعات جایگزین باشد. تاریخچهٔ کارتوگرام‌ها به قرن هفدهم میلادی بازمی‌گردد.

## انواع
به دو نوع کارتوگرام عمومی می‌توان اشاره کرد: نوع اول بر اساس انحراف هندسه نقشه مبتنی بر داده‌های غیر جغرافیایی همانند هزینه یا سفر تغییر می‌نماید. در دومین شکل از کارتوگرام‌ها هندسه نقشه بر اساس متغیرهای زمین مرجع تغییر می‌کند.
دیگر دسته‌بندی آن‌ها را در در نوع کارتوگرام خطی و کارتوگرام مساحت قرار می‌دهد. کارتوگرام مساحت از اعوجاج دوبعدی جهت نمایش اطلاعات تماتیک (موضوعی) بهره می‌برد. کارتوگرام فاصله به بیان مقادیر کمی در یک‌بعد با ایجاد اعوجاج در فواصل موجود در نقشه می‌پردازد.

## نمونه کارتوگرام

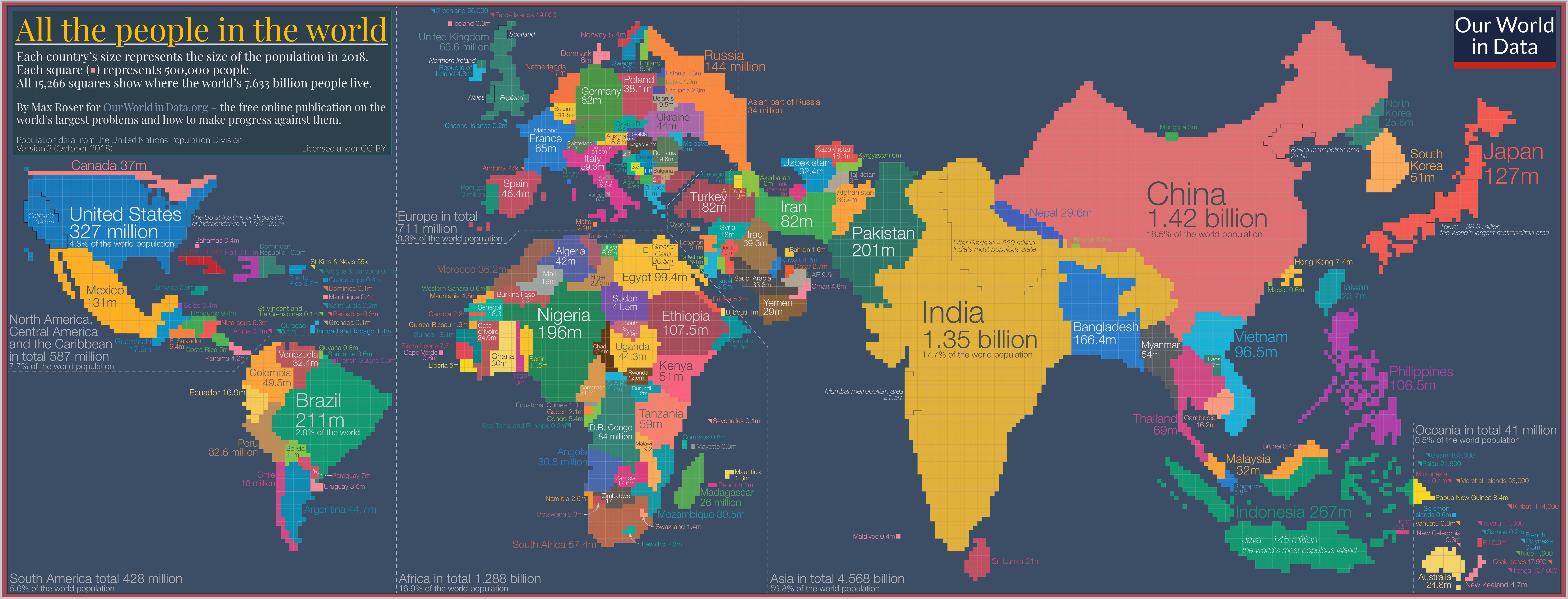
کارتوگرام جمعیت جهان ۲۰۱۸
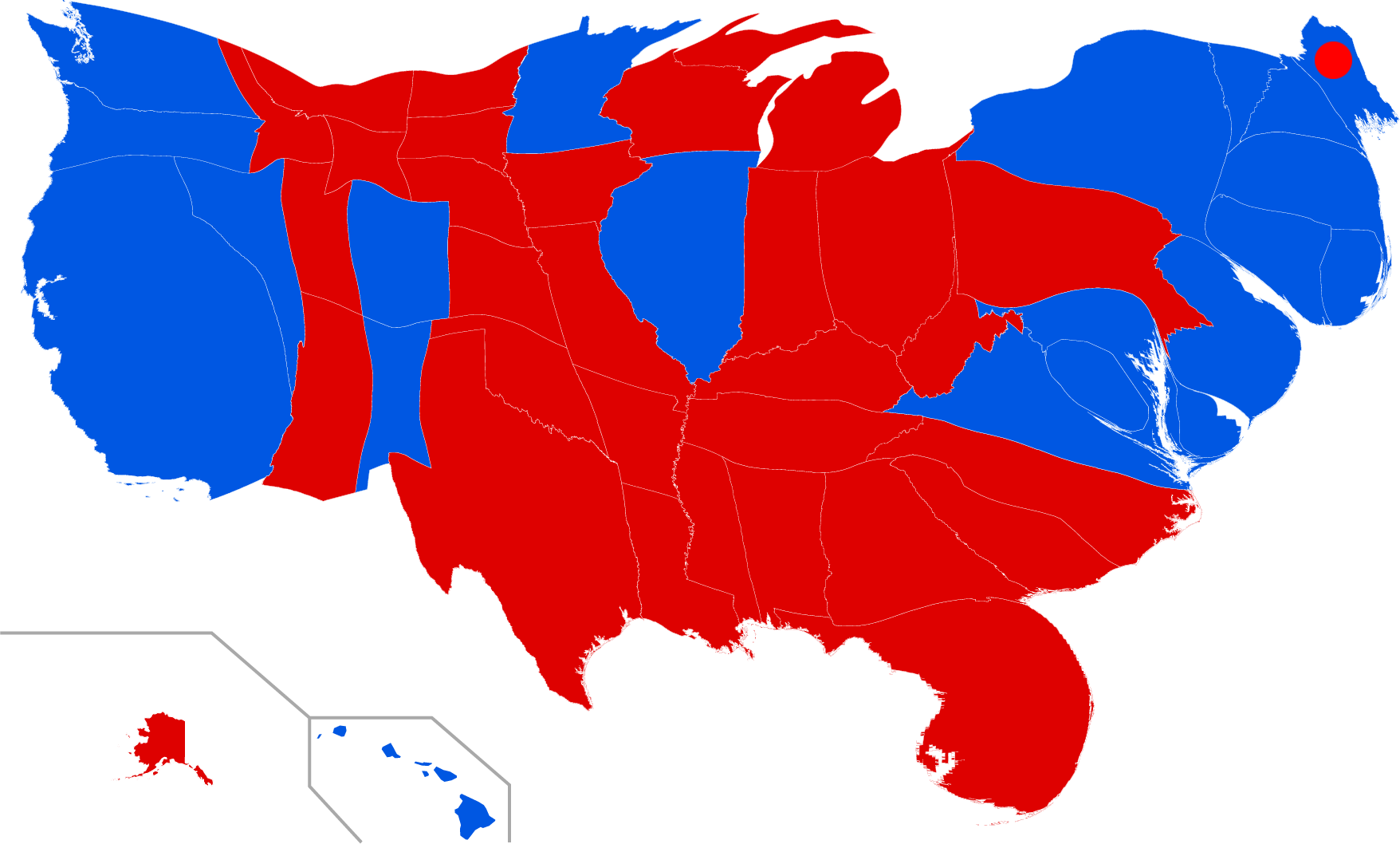
کارتوگرام انتخابات ۲۰۱۶ آمریکا
کارتوگرام انتخابات ۲۰۱۹ کانادا
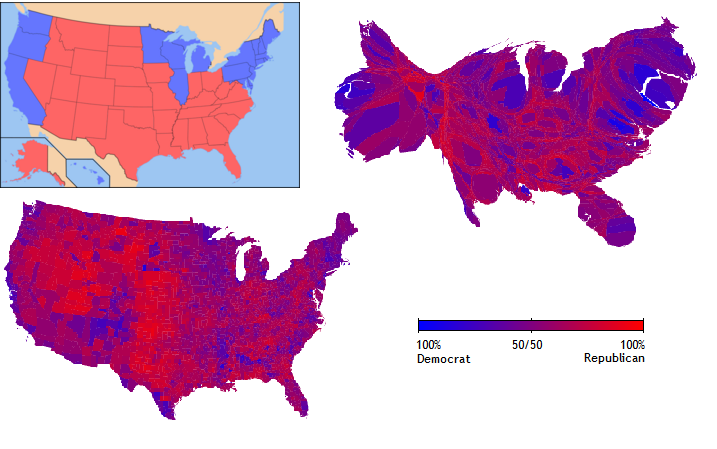
کارتوگرام انتخابات ۲۰۰۴ آمریکا در مقایسه با نقشه اصلی